# Лењаро (Ла Специја)
Лењаро је насеље у Италији у округу Ла Специја, региону Лигурија.
Према процени из 2011. у насељу је живело 75 становника. Насеље се налази на надморској висини од 195 м.